# Vereinigung der Pioniere von Jugoslawien

Abzeichen und Motto

Die Vereinigung der Pioniere von Jugoslawien (serbokroatisch Савез пионира Југославије Savez pionira Jugoslavije, slowenisch Zveza pionirjev Jugoslavije (ZPJ), mazedonisch Сојуз на пионери на Југославија) beziehungsweise kurz Tito-Pioniere (serbokroatisch Titovi Pioniri), war die politische Massenorganisation für Kinder in der Sozialistischen Föderativen Republik Jugoslawien, die der politischen Indoktrination diente. Die Vereinigung wurde am 27. Dezember 1942 gegründet, als Untergliederung des Vereinigten Bundes der antifaschistischen Jugend Jugoslawiens (Ujedinjeni savez antifašističke omladine Jugoslavije) und war später Teil der  Vereinigung der Sozialistischen Jugend Jugoslawiens. Obwohl die Mitgliedschaft freiwillig war, gehörten ihr praktisch fast alle Kinder im Alter von 7 bis 14 Jahren obligatorisch an. Das Motto der Vereinigung war: „Für die Heimat – mit TITO – Vorwärts!“

## Gründung
In der Stadt Bihać, die zuvor durch die faschistischen Ustascha besetzt war, fand zwischen dem 27. und 29. Dezember 1942 der Erste Kongress der antifaschistischen Jugend Jugoslawiens statt. Im Zuge dieses Kongresses wurde der Vereinigte Bund der antifaschistischen Jugend Jugoslawiens gegründet, mit der Vereinigung der Pioniere als Untergliederung. Dieser vereinigte verschiedene antifaschistische Jugendverbände, um die Beteiligung der Jugendverbände an den Kämpfen im Zuge des Partisanenkrieges zu koordinieren. Mit Kriegsende waren 40.000 der 800.000 Partisanen unter 15 Jahre alt.

## Äußeres Erscheinungsbild

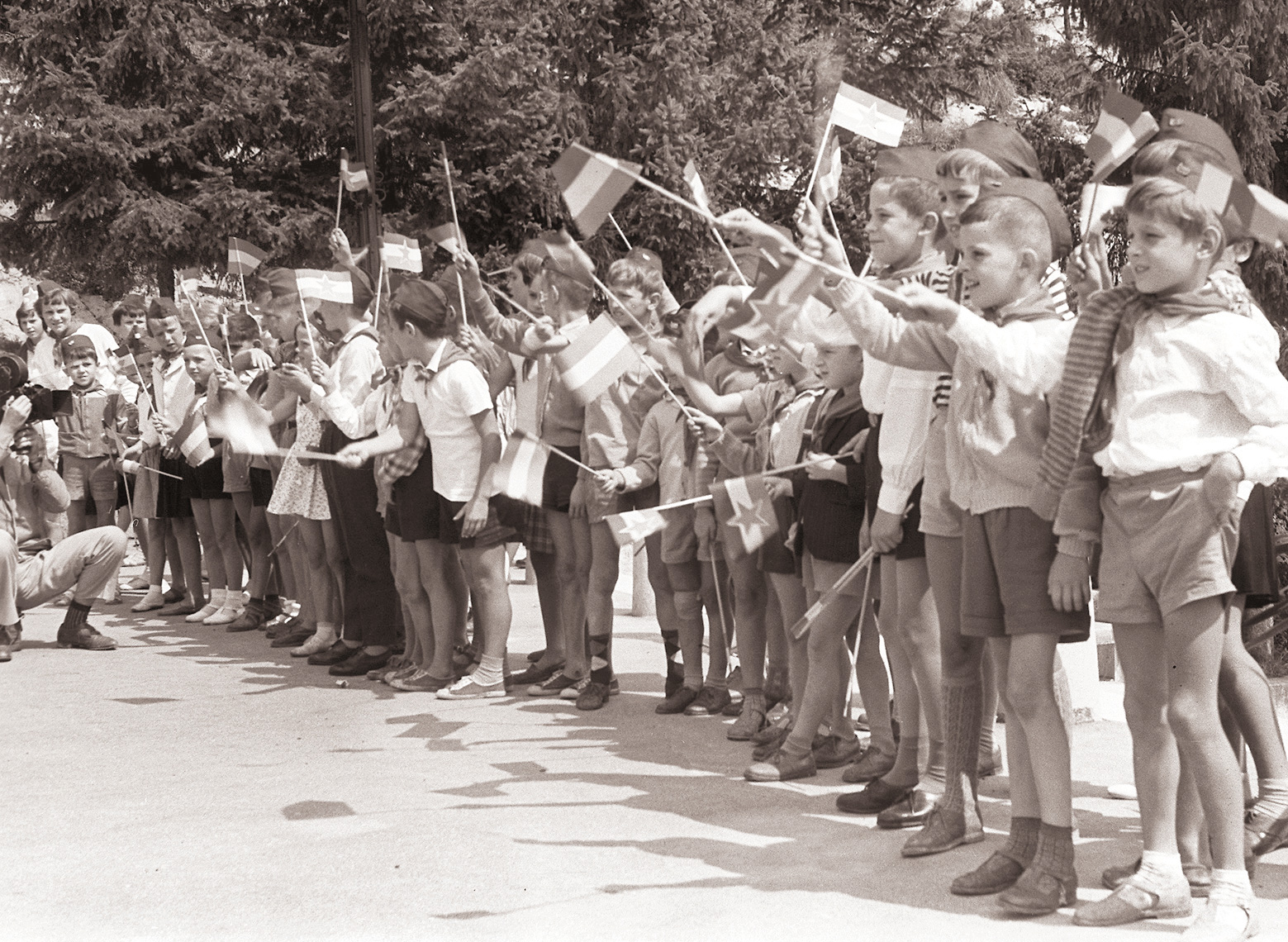
Pioniere während des Besuchs von Haile Selassi in Postojna 1959

Die Tito-Pioniere waren vor allem an den roten Halstüchern und der sogenannten Titovka oder Partisanenkappe zu erkennen. Diese wurde von den Pionieren in blau oder weiß getragen, mit einem roten Stern (Partizanska zvijezda) an der Vorderseite. Oft wurden dazu blaue Hosen beziehungsweise Röcke und weiße Strümpfe getragen. Die Kleidung variierte allerdings. Meistens wurde normale Straßenkleidung getragen, welcher die Halstücher und die Titovka hinzugefügt wurden. Je nach Anlass traten die Pioniere auch in regionalen Trachten auf. Der Gruß der Pioniere war, im Rückgriff auf die Traditionen der Partisanen, der militärische Gruß beziehungsweise die sogenannte Partisanenfaust, also die rechte geballte Faust an der Schläfe.

## Mitgliedschaft

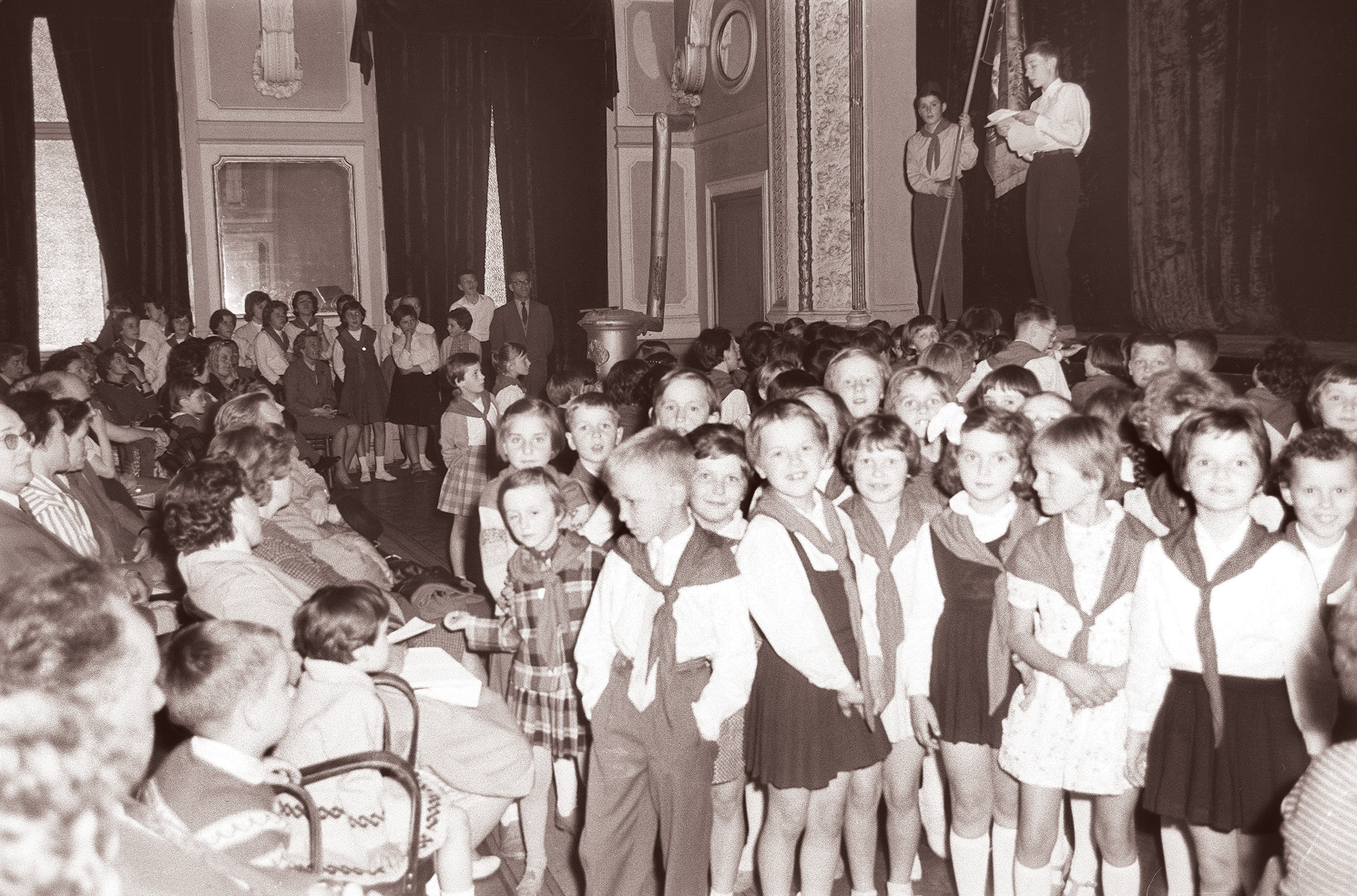
Aufnahme neuer Pioniere in Slowenien 1961

Die Aufnahme neuer Pioniere fand üblicherweise in der Schule statt, im Rahmen einer Zeremonie zu den Feierlichkeiten zum Tag der Republik (Dan Republike / Дан Републике) am 29. und 30. November. Hier legten die Kinder der ersten Klassen eines Jahrganges feierlich den Pioniereid ab und erhielten das rote Halstuch, die Titovka, das Abzeichen des Verbandes der Pioniere sowie das Mitgliedsbuch. Die Mitgliedschaft war freiwillig, es wurden aber nahezu alle Kinder eines Jahrganges obligatorisch zu Pionieren. Die Eidesformel konnte in den verschiedenen Regionen und Schulen geringfügig abweichen:

„Heute wurde ich zu einem Pionier,
Ich gebe mein Pionierehrenwort:
Dass ich fleißig lernen und arbeiten werde,
Eltern und Ältere ehren werde
Und ein guter Genosse sein werde;
Dass ich unsere selbstverwaltete Heimat lieben werde,
Die Sozialistische Föderative Republik Jugoslawien,
Welche sich entwickelt in Brüderlichkeit und Einheit
Und nach den Ideen für die er kämpfte, Tito;
Und dass ich alle Menschen der Welt wertschätze,
Die Freiheit und Frieden anstreben!“

## Organisation
Die Pioniere waren Schüler der ersten sieben Klassenstufen und wurden aufgeteilt in zwei Gruppen, wobei die erste die Kinder vom 6. bis zum 11. Lebensjahr umfasste und die zweite die Kinder vom 11. bis zum 14. Lebensjahr. Die Grundorganisationen (međuodredski) trugen oft Namen von herausragenden Persönlichkeiten, wie Partisanen, verdienten Veteranen und Kommunisten. Jede Grundorganisation hatte einen eigenen Wimpel, eine Trommel, eine Trompete und ein Siegel.
In der Pionierarbeit gab es zwei entscheidende Säulen: die Pionierarbeit in der Schule und die Pionierarbeit in der Freizeit. Bei der Organisation der Freizeitaktivitäten standen Pionierhäuser, Pionierclubs sowie Zeltlager zur Verfügung und es wurde mit anderen Organisationen zusammengearbeitet, wie der Feuerwehr, dem Roten Kreuz, der Miliz, den Pfadfindern sowie Sportorganisationen. Koordiniert wurde die Pionierarbeit von sogenannten Pionierleitern, die in der Regel Grundschulpädagogen waren und eine spezielle Zusatzqualifikation hatten.

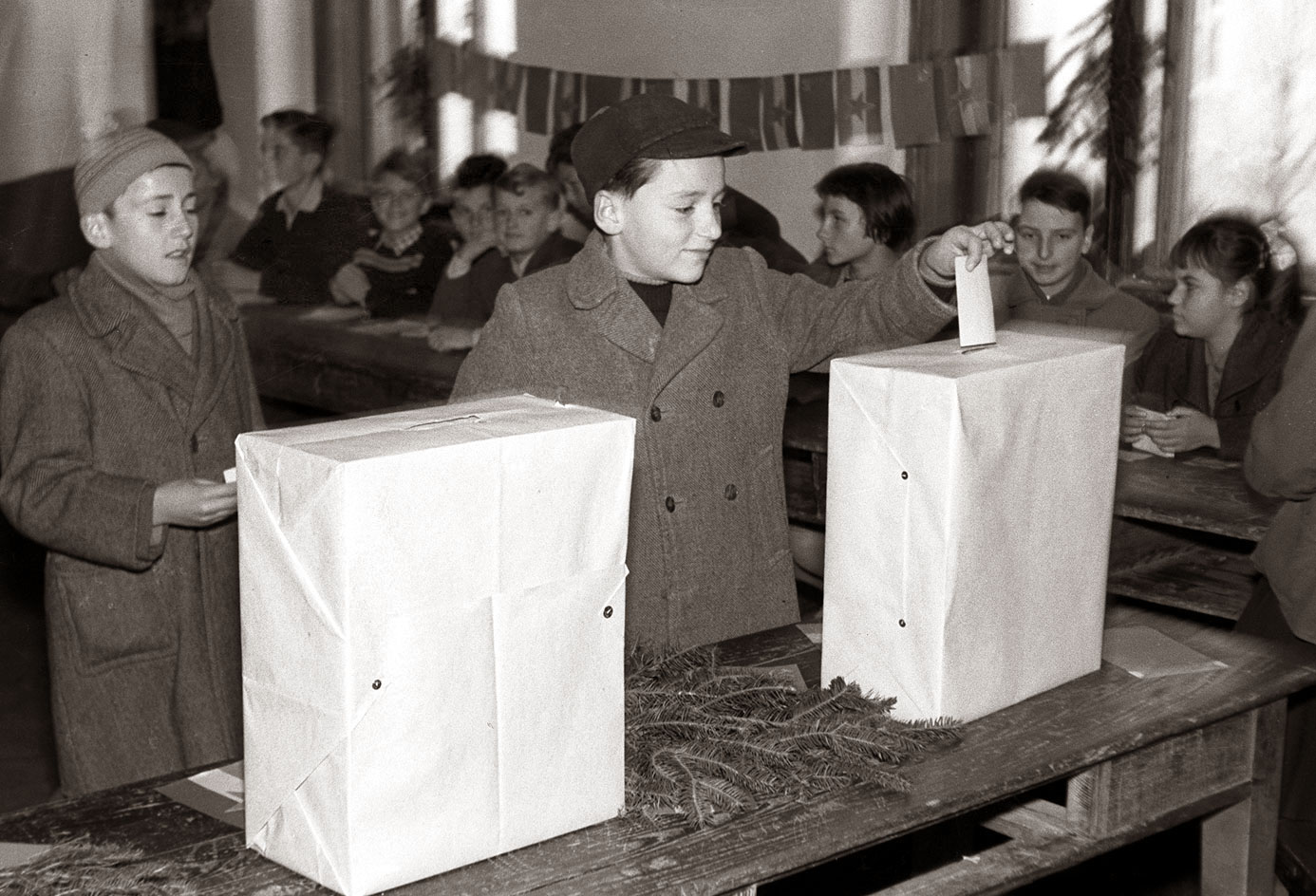
Pioniere wählen ihre Vertretung in Slowenien 1957

Die Grundorganisationen waren im Klassenverband organisiert, denen die Pionierorganisation der Schule übergeordnet war. Ein entscheidendes Erziehungsziel im sozialistischen Jugoslawien war die Erziehung zur Selbstverwaltung. So wählten die Kinder einer Grundorganisation ihre Kader selbst, mit Unterstützung des Klassenlehrers. Außerdem wählten die Pioniere auf der Schulebene Vertreter in den Schulausschuss, der wie eine Art Schülervertretung fungierte. Die Kinder sollten auf diese Weise lernen, wie sie Leben und Arbeit in der Gesellschaft aktiv mitgestalten können und dabei zusammenarbeiten mit anderen Kindern, Jugendlichen, Lehrern und anderen Erwachsenen.
Des Weiteren gab es im überregionalen Bereich Pioniertheater, Jugendherbergen, Pionierstädte und die Pioniereisenbahn in Zagreb. Außerdem wurden überregionale Veranstaltungen durchgeführt, wie Pionierlager, Festivals, Olympiaden und Solidaritätsaktionen.

## Zeitungen / Zeitschriften
- Zeitschrift Pionir